# Тробе
Тробе (нем. de la Trobe) — дворянский род.
Иоганн-Фридрих де ля Троб 02.11.1863 жалован дипломом на потомственное дворянское достоинство. 

## Описание герба
В серебряном поле горизонтально голубой пояс, на нем три золотые раковины. Над щитом дворянский шлем, увенчанный венчиком (бурелетом). 
Нашлемник – рука в серебряных латах с золотыми украшениями держит золотой якорь вправо. Намёт голубой с серебром. Девиз: TUTTO SI FA, золотом по голубому.